# Taurocephalus lerouxi
Taurocephalus lerouxi è un terapside estinto, appartenente ai dinocefali. Visse nel Permiano medio (circa 271 - 260 milioni di anni fa) e i suoi resti fossili sono stati ritrovati in Sudafrica. 

## Descrizione
Questo animale è noto solo per un cranio, ma confrontando questo resto con quelli più completi di animali simili (come Struthiocephalus e Tapinocephalus), è possibile ipotizzare che Taurocephalus fosse un animale di grosse dimensioni, lungo probabilmente 2,5 - 3 metri, dotato di una corporatura massiccia e di quattro arti potenti e robusti. Il cranio è molto simile a quello di Struthiocephalus, e se ne differenzia principalmente per il muso più robusto e un maggior numero di denti nella mascella (circa 20). 

## Classificazione
Taurocephalus è stato descritto per la prima volta da Robert Broom nel 1928, ed è stato ascritto ai dinocefali, un gruppo di terapsidi primitivi dotati di enormi teste. Taurocephalus, in particolare, era un membro della famiglia dei tapinocefalidi, nota per numerose forme erbivore del Permiano sudafricano. Si suppone che Taurocephalus possa essere semplicemente una variante individuale del ben noto Struthiocephalus, noto attraverso una quantità di fossili negli stessi depositi: le differenze morfologiche tra i due animali sono poche, e il numero di denti nella mascella tende a variare di molto tra i vari individui nella famiglia dei tapinocefalidi.